# Peter Schnaubelt

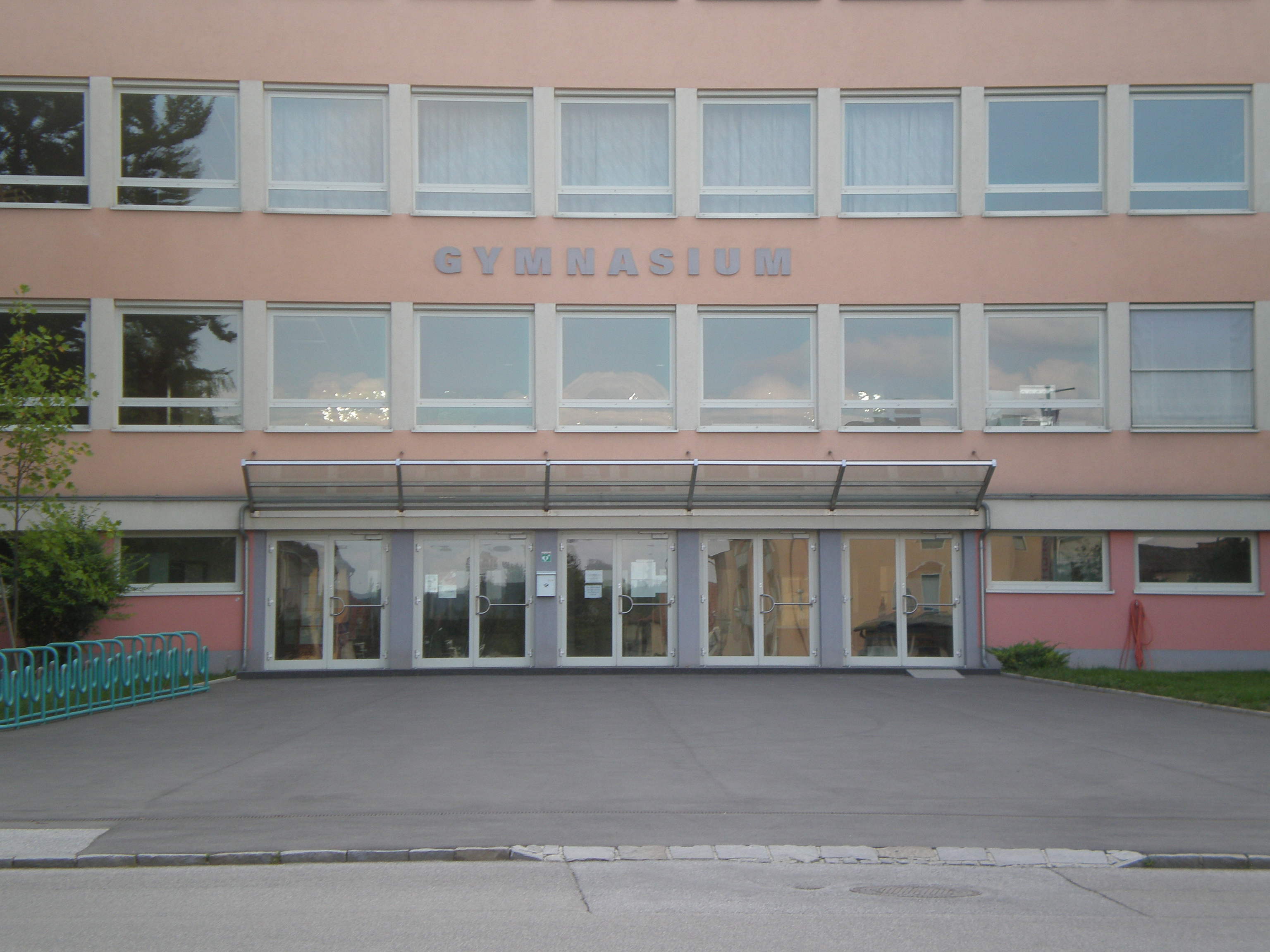
Bundesgymnasium Horn, in dieser Schule arbeitet er.

Peter Schnaubelt (Pseudonym Peter Horn, * 22. Juni 1964 in Krems an der Donau, Niederösterreich) ist ein österreichischer Lehrer und Autor von Büchern für Kinder, Jugendliche und Erwachsene.

## Leben
Peter Schnaubelt wuchs in Krems an der Donau auf, einer Stadt, die gleichermaßen als Tor zur Wachau als auch zum Waldviertel gilt. Das typische Kleinstadtleben seiner Kindheit und Jugend, als er in Krems die Schule besuchte, spiegelt sich in vielen seiner Texte. 1982 legte er die Reifeprüfung ab, bis 1987 studierte er an der Universität Wien Anglistik und Geschichte. Seit 1987 ist er als Lehrer für Englisch und Geschichte tätig, zuerst an der Handelsakademie Horn (bis Juni 2003), seit 2002 am Gymnasium Horn. Er lebt mit seiner Frau, ebenfalls Lehrerin, und seinen beiden Söhnen in Horn (woraus auch sein Künstlername resultiert).
Neben seiner Lehrtätigkeit hat Peter Horn eine Reihe von Büchern für Kinder, Jugendliche und Erwachsene verfasst. Seine Arbeiten richten sich in der Form von Bilderbüchern an Kinder ab etwa drei Jahren und in jener von Vorlesegeschichten an Kindergartenkinder, er hat Erstlesebücher und lustige Bücher für Grundschulkinder und spannende Romane für Mädchen und Jungen ab etwa zehn Jahren geschrieben, weiters Jugendliteratur (ab 12 Jahren) und zwei Sammlungen von Erzählungen für Erwachsene. Er erhielt 1992 den Anerkennungspreis für Literatur des Landes Niederösterreich und den Walther-von-der-Vogelweide-Preis von Weiten/Bezirk Melk sowie 1993 ein Nachwuchsstipendium für Literatur und ein Nachwuchsstipendium für Kinder- und Jugendliteratur des Bundesministeriums für Unterricht und Kunst.
Seine Erfahrungen als Lehrer und die Tätigkeit als Schriftsteller verbindet Peter Horn im Rahmen von Lesungen und Schreibwerkstätten, unter anderem in Schulen und Bibliotheken, in denen er seine Zuhörer zum Lesen motivieren möchte.

## Werke
- 1985 Griechische Skizzen, Danach und Im Korridor (als Peter Schnaubelt), in Krems - zeitgenössisch - literarisch, Anthologie (Verein zur Förderung von Kultur und Fremdenverkehr in Krems)
- 1991 Southernmost (als Peter Schnaubelt), in Keine Aussicht auf Landschaft, Anthologie (Literaturedition NÖ)
- 1992 Licht zwischen Schatten (als Peter Schnaubelt), Reiseerzählungen (Literaturedition NÖ)
- 1995–1998 Florian und die Geisterwelt, 12-bändige Gruselreihe ab 10 Jahren (Bastei Verlag)
- 1999 Weißt du, was ich werden will? Bilderbuch (Nord Süd Verlag)
- 2002 Wozu ist ein Papa da? Bilderbuch (Nord Süd Verlag)
- 2002 Die Geschichte vom Schmetterlingsjungen, in Welten voller Hoffnung, Anthologie (BeJot SF)
- 2004 Das Mädchen, das die Träume schenkte, in Die Hexe im Spiegel, Anthologie (efm)
- 2006 Feuernebel, Jugendroman (Fischer generation)
- 2007 Die zweite Welt, Fantasyroman
- 2009 Auf dem Weg, suchend, Jugendroman
- 2009 Das Alien unter der Kappe, Kinderbuch